# Voices from the FIFA World Cup
Voices from the FIFA World Cup är ett samlingsalbum med blandade artister, som utkom den 6 juni 2006 och var det officiella musikalbumet till Världsmästerskapet i fotboll 2006 i Tyskland.

## Låtlista
| 1.  | The Time of Our Lives                            | Jörgen Elofsson                                                      | Il Divo & Toni Braxton    |  |
| 2.  | Hips Don't Lie (Bamboo; 2006 Fifa World Cup Mix) | Shakira, Wyclef Jean, Jerry Duplessis, Omar Alfano & LaTravia Parker | Shakira feat. Wyclef Jean |  |
| 3.  | Your Song                                        | Elton John & Bernie Taupin                                           | Elton John                |  |
| 4.  | Thank You                                        | Dido & Paul Herman                                                   | Dido                      |  |
| 5.  | Woman in Love                                    | Barry Gibb & Robin Gibb                                              | Barbra Streisand          |  |
| 6.  | Because of You                                   | Kelly Clarkson, David Hodges & Ben Moody                             | Kelly Clarkson            |  |
| 7.  | Truly Madly Deeply                               | Darren Hayes & Daniel Jones                                          | Savage Garden             |  |
| 8.  | Why                                              | Annie Lennox                                                         | Annie Lennox              |  |
| 9.  | Just the Way You Are                             | Billy Joel                                                           | Billy Joel                |  |
| 10. | Hero                                             | Mariah Carey & Walter Afanasieff                                     | Mariah Carey              |  |
| 11. | I'll Stand by You                                | Chrissie Hynde, Tom Kelly & Billy Steinberg                          | The Pretenders            |  |
| 12. | Reach                                            | Gloria Estefan & Diane Warren                                        | Gloria Estefan            |  |

| 1.  | Will You Be There                                                        | Michael Jackson                                        | Michael Jackson                       |  |
| 2.  | Free Your Mind                                                           |                                                        | En Vogue                              |  |
| 3.  | By Your Side                                                             |                                                        | Sade                                  |  |
| 4.  | I Believe In You                                                         |                                                        | Il Divo & Celine Dion                 |  |
| 5.  | Bridge over Troubled Water                                               | Paul Simon                                             | Simon & Garfunkel                     |  |
| 6.  | Un-Break My Heart                                                        | Diane Warren                                           | Toni Braxton                          |  |
| 7.  | Ev'ry Time We Say Goodbye                                                |                                                        | Rod Stewart                           |  |
| 8.  | Bad Day                                                                  |                                                        | Daniel Powter                         |  |
| 9.  | Wind Beneath My Wings                                                    |                                                        | Bette Midler                          |  |
| 10. | One Moment in Time                                                       |                                                        | Whitney Houston                       |  |
| 11. | Always on My Mind                                                        | Johnny Christopher, Mark James & Wayne Carson Thompson | Elvis Presley                         |  |
| 12. | Celebrate The Day (Zeit, Dass Sich Was Dreht) Fifa World Cup 2006 Anthem |                                                        | Herbert Grönemeyer & Amadou et Mariam |  |

## Listplaceringar
| Land      | Status | Listplacering |
| --------- | ------ | ------------- |
| Tyskland  |        | #1            |
| Schweiz   |        | #8            |
| Norge     |        | #16           |
| Österrike |        | #24           |